# Lepanthes excedens
Lepanthes excedens là một loài lan bản địa của Trung Mỹ.